# 中华艺文奖
中华艺文奖是中国艺术研究院主办的综合性艺术奖项，中国泛海控股集团有限公司提供资金支持，于2011年设立，每两年评选一次。奖励对象包括中国大陆、香港、澳门和台湾所有艺术领域中从事艺术创作与研究的杰出艺术家、理论家，以及为文化创新发展做出重要贡献、成就卓著的文化工作者。评选秉承“宁缺勿滥”的原则，故允许空缺。
自2013年頒發第二屆後，迄今未再舉辦第三屆。

## 奖项设置
- 中华艺文终身成就奖（年龄在71岁以上）
- 中华艺文奖（年龄在41岁至70岁之间）
- 中华艺文青年奖（年龄在40岁以下）[2]

## 获奖名单

### 第一届
2011年12月19日，颁奖典礼在国家博物馆礼堂举行。时任中共中央政治局委员、国务委员刘延东，中华艺文奖组委会主任委员、文化部部长蔡武等主管官员出席了颁奖仪式。
中华艺文终身成就奖（11名）：王昆、冯其庸、刘国松、汤晓丹、范曾、饶宗颐、贾作光、郭汉城、黄苗子、韩美林、靳尚谊
中华艺文奖（9名）：刘大为、成龙、吴为山、杨飞云、杨丽萍、陈彦、郭文景、彭丽媛、濮存昕
中华艺文青年奖（3名）：郎朗、黄豆豆、娘本

### 第二届
2013年12月19日，颁奖典礼在人民大会堂举行。中共中央政治局委员、国务院副总理刘延东，全国人大常委会副委员长艾力更·依明巴海，全国政协副主席罗富和，文化部部长蔡武、副部长董伟，中国艺术研究院院长王文章，中国泛海控股集团有限公司董事长卢志强等出席了颁奖仪式。
中华艺文终身成就奖（10名）：才旦卓玛、朱琳、吴良镛、沈鹏、周小燕、尚长荣、欧阳中石、侯一民、贺敬之、秦怡
中华艺文奖（9名）：叶小钢、田黎明、朱乐耕、余隆、李雪健、罗中立、赵汝蘅、莫言、裴艳玲
中华艺文青年奖：未设